# Via Pontica
Via Pontica var en gammel romervej i Thrakien langs Sortehavet, der startede i Byzans  (nu Istanbul) og gik gennem Deultum (i dag Debelt), Aquae Calidae (i dag et afsidesliggende kvarter i Burgas), Apollonia, Mesembria, Odessos, Byzone og Kaliakra (i dag i Bulgarien ); og derefter gennem Kallatis, Tomis og Istros (i dag i Rumænien).

## Fugletrækrute
I dag bruges navnet "Via Pontica" for Europas næststørste fugletrækrute gennem den vestlige del af Sortehavets biogeografiske region. Trækfuglene bruger de kystnære søer, moser og laguner bag kystlinjen, og nogle tilbringer vinteren i disse vådområder. Donaudeltaet er det bedst kendte af vådområderne.
Udtrykket "Via Pontica" blev  i ornitologien brugt første gang af den bulgarske ornitolog Nikolay Boev (1922-1985) til at betegne fuglenes træk i den vestlige del af Sortehavet.

## Arkæologisk projekt i Bulgarien
I 2010 startede Bozhidar Dimitrov, direktør for National Historical Museum, og Simeon Dyankov, vicepremierminister, Via Pontica-projektet med at genoprette tyve gamle fæstningsværker langs Sortehavskysten . Disse starter fra det sydligste punkt af Rezovo og spænder over hele den bulgarske kystlinje til Kaliakra . Som et resultat af dette arbejde er flere nye arkæologiske steder blevet afsløret, herunder Akra-befæstningen nær Apollonien, Thrakien, nu Sozopol.